# سالید استیت رکوردز
سالید استیت رکوردز (انگلیسی: Solid State Records) یک ناشر موسیقی متال‌کور آمریکایی است که از سال ۱۹۹۷ آغاز به کار کرد.